# Харлап, Мирон Григорьевич

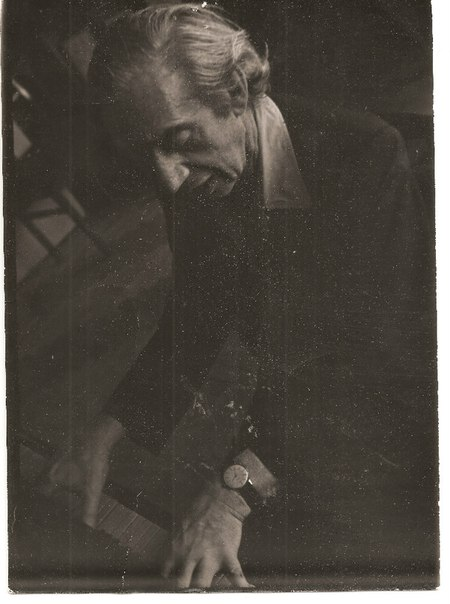
М. Харлап (фото М. Аркадьева)

Мирон Григорьевич Харлап (12 января (25 января) 1913, Лодзь — 17 ноября 1994, Москва) — российский музыковед и стиховед.

## Биографические сведения
Родился в Польше в семье фармацевта. С 1914 года жил в Москве. Музыке начал обучаться под руководством Д. Шора и Л. Оборина.
В 1931 году окончил Московскую консерваторию по классу фортепиано В. Н. Аргамакова.
В 1935—1973 годах концертмейстер классов дирижирования, во время войны работал в эвакуации в Саратове, в 1945—1950 годах также старший научный сотрудник Научно-исследовательского кабинета Московской консерватории.

## Научная деятельность

### Музыковедение
В основании научной концепции М. Г. Харлапа  - идея создания новой дисциплины  - музыкально-исторической поэтики /исторической теории музыки /. Для этого им выдвигается и подробно разрабатывается на огромном  материале  фундаментальная    гипотеза о стадиальном характере развития ритмики, как основы структурной организации всех временных искусств.
1 стадия-стадия т.н.  интонационного ритма устного, в    своей основе коллективного,  и потому анонимного архаического фольклора.
2 стадия - стадия т.н. квантитативного ритма устной, но уже авторской литературы, или мусического искусства.
3 стадия - акцентная /для музыки - акцентно-тактовая/    ритмика ставших самостоятельными стихового  и музыкального    искусства.
Первая стадия наиболее сложна для анализа и интересна    тем, что, как показали тщательные и тонкие исследования М.Г. Харлапа,  лад как феномен рождается из недр  первичного    интонационного ритма,  с  его арсисно-тезисной структурой.
```
На этой стадии само понятие ритма требует  своего  полного переосмысления.
```

Первая и вторая стадии объединены устным и  синкретическим  характером  /единство  стиха,  жеста и музыкальной    формы/. При этом особенностью собственно 2 стадии является то, что музыкальная сторона синкрезиса /т.е.ритм и лад/ является количественной,  дискретной  формой  для  фиксации,    стабилизации  авторского  варианта  устного произведения /напр.поэм Гомера, арабских или индийских  авторских  устных    поэм  и пр./,  которые только благодаря этой функции ладо-метрических структур и сохранялись в течение столетий в их   устной  форме.  Эта  фундаментальная мнемоническая функция    музыкальной формы аналогична той функции,  которую позднее    будет выполнять письменность.
```
После своего  появления  письменность,  как фундаментальный  мнемонический  конкурент,  постепенно  снимает  с    квантитативной  музыкальной /ритмической и ладовой / структуры функцию стабилизации и фиксации  произведений устного    профессионального творчества.  Так зарождается 3-я, исключительно письменная стадия,  в которой как стиховая, так и    музыкальная  форма полностью освобождаются друг от друга и    начинают выражать не статичный этос,  а  динамический  аффект. При этом используется акцентная ритмическая структура,  в которой жесткие количественные временные  отношения    отступают на второй план.
 Сложность заключается в том,  что в полной  мере  этот    путь превращения 2 стадии в 3-ю прошла только западноевропейская культура / в силу уникальных условий своей  эволюции  /,  в  то  время  как великие классические литературы древности и некоторые современные нам неевропейские культуры достигли своего апогея именно на 2-й стадии  - стадии    квантитативного ритма.  Драму зарождения новой независимой    стиховой и музыкальной формы,  в особенности того,  что  в    западной  традиции принято называть "абсолютной"/т.е.чисто    инструментальной/ музыкой,  М.Г. Харлап описывает как драму    диффузии и взаимного влияния церковной письменной и светской устной культуры в эпоху Средневековья и  Ренессанса. С    этой  точки  зрения оказывается,  что причиной чрезвычайно    кратковременного периода  чисто  квантитативного  ритма  в   Зап. Европе  /модальная  музыка  XIII-начала  XIV вв./ было    именно наличие активной письменной культуры, которая с самого  начала  стала размывать квантитативную устную форму,    творимую христианизированными народами Зап. Европы на своих    языках,  так как методично "отнимала" у нее функцию фиксации текста. Но окончательный разрыв со 2-й стадией произошел после  изобретения  книгопечатания,  когда  массовость    письменной формы фиксации привела к изменению  самой формы   и  структуры  стихового и музыкального мышления.  В основе    этого мышления лежит уже не  дискретная,  а  континуальная    временная  форма,  структурированная  внутренней акцентной    метрической сеткой, форма которой задается на письме. При    этом метрическая форма образуется не складыванием дискретных,  пропорциональных и, в основном, неравных отрезков на    основе метрического "кванта" - хронос протос или мора /квантитативная ритмика/, а делением аффективного континуума на    условно равные части /акцентно -тактовая ритмика /.
```

М.Г. Харлап в своих работах дает подробное, поражающее своей тщательностью описание каждой из  указанных  стадий. При этом он постоянно подчеркивает, что стадиальная структура как теоретическая абстракция и как  реальная  историческая ткань - вещи совершенно разные.  Реальность образуется из стадиальных пересечений и  взаимодействий,  что  и    порождает  сложности  в изучении каждой конкретной эпохи .
```
М.Г. Харлап дает тонкий и гибкий  аппарат  исследования   как структурных, так и генетических особенностей музыкальных явлений,  помещая при этом весь  материал  в  контекст    культуры, понятой как сложный исторический  организм,  где    все, в конечном счете,  оказывается взаимосвязанным. В результате в его лице  гуманитарная  мысль  имеет  создателя    прекрасно аргументированной концепции, фактического автора    новой теоретической дисциплины.  Характерной, но не единственной особенностью этой дисциплины является то, что проблемы генезиса и эволюции как стиховой,  так и  музыкальной    формы  рассматривается в их структурной и генетической связи. Принципиально новое здесь то, что многие проблемы стиховедения оказываются проблемами разрешаемыми только музыковедческим  анализом,   но   на   материале,   традиционно    принадлежащем стиховедению и наоборот. Эта ситуация создает  определенные  сложности как для сообщества стиховедов,   так и для сообщества музыкантов - теоретиков:  для решения   этих  проблем  исследователь  обязан  одинаково совершенно    владеть материалом и методами как того, так и другого типа    анализа.
```

## Сочинения (выборка)

### Книги и брошюры
- Бедржих Сметана / Серия Био-библиографические указатели и памятки к юбилейным датам в науке и литературе. Всесоюзная Гос. библиотека иностранной литературы. Вып. 3 (57). — М., 1949.
- О стихе. — М.: Художественная литература, 1966. — 147 с.
- Ритм и метр в музыке устной традиции. — М.: Музыка, 1986. — 104 с.

### Научные статьи
- O «Медном всаднике» Пушкина // Вопросы литературы. — 1961. — № 7.
- Комментарии к музыкально-эстетическим работам Ж.-Ж. Руссо // Руссо Ж.-Ж. Избр.соч., т. I. М., 1961.
- Ритмика Бетховена // Бетховен. Вып. I. М., 1971.
- Народно-русская музыкальная система и проблема происхождения музыки // Ранние формы искусства. М., 1972. (Тот же сборник на венгерском языке: A mєveszet osiformai. Budapest, Gondolat, 1981.)
- Исполнительское искусство как эстетическая проблема // Мастерство музыканта-исполнителя. Вып. 2. М., 1976.
- Тактовая система музыкальной ритмики // Проблемы музыкального ритма. М., 1978.
- Воспоминания о Н. П. Аносове // Н. П. Аносов. М., 1978.
- Полемический смысл «Домика в Коломне» // Изв. АН СССР. Серия литературы и языка. — 1980. — № 3.
- Силлабика и возможности её воспроизведения в русском переводе // Мастерство перевода. Сб. XII. М., 1981.
- О понятиях «ритм» и «метр» // Русское стихосложение. Традиция и проблемы развития.
- Три стадии развития музыкальной культуры // Тезисы конференции «Проблемы генезиса и специфики ранних форм музыкальной культуры». Ереван, 1986.
- Народное стихосложение // Литература. Справочные материалы. М., 1988.
- О замысле «Арапа Петра Великого» // Изв. АН СССР. Серия литературы и языка.— 1989. № 3.
- Теоретическое музыкознание и смежные науки // Методы изучения старинной музыки. М., 1992.
- Стих и музыка / Публ. А. М. Гришиной; Вступ. ст. А. М. Гришиной, М. Л. Гаспарова // Известия Академии наук СССР. Серия литературы и языка. — М.: Наука, 1996. — Т. 55. № 5. — С. 73—86
- Нотные длительности и парадокс их реального значения (подготовка текста М. Аркадьева) // Музыкальная академия. — 1997, № 1, 2.

### Справочные статьи
- Статьи в "Большой советской энциклопедии" (3-е издание): Метр, Метрика, Ритм, Ритмика.
- Театральная энциклопедия: Война буффонов.
- Статьи в "Краткой литературной энциклопедии": Квалитативное стихосоложение, Квантитативное естихосложение, Метр, Метрика, Одиннадцатисложник, Поэзия и музыка.
- Статьи в "Музыкальной энциклопедии": Дактиль, Метр, Метрика,Ритм, Ритмика,Синкопа, Sostenuto, Стопа, Такт, Темп, Temporubato, Хорей, Цезура, Ямб.
- Статьи в "Музыкальном энциклопедическом словаре": Агогика, Акцент, Арсис и Тезис, Battuta, Группировка нот, Длительность, Ломбардский ритм, Метр, Метрика, Пунктирный ритм,Ритм, Ритмика, Ритмическое деление, Синкопа, Стопа, Такт,Темп, Tempo rubato, Фермата.

## Семья
Анна Михайловна Гришина, жена.
http://www.memo.ru/history/POLAcy/vved/Index.htm
Указом президента Республики Польша Александра Квасьневского 32 человека из стран бывшего СССР награждены Крестом Ордена Заслуги Речи Посполитой Польши «за выдающийся вклад в раскрытие и документирование правды о политических репрессиях в отношении польского народа». Польской государственной награды посмертно удостоены следующие члены «Мемориала»: Гришина Анна Михайловна, Москва
https://web.archive.org/web/20140821101347/http://vif2ne.ru/nvk/forum/arhprint/964899
Лора Григорьевна Харлап (1923—?), сестра, литературовед.